# Llista de topònims de Rubí
Llista de topònims (noms propis de lloc) del municipi de Rubí, al Vallès Occidental
Informació actualitzada per un bot. Els canvis manuals es perdran quan s'actualitzi!

## arbre singular
| imatge | Nom                      | Ubicat a | instància de   | Detalls                                                                            | coordenades                                                                            | Protecció        | Commons (més fotos)          | Dades a WD                    |
| ------ | ------------------------ | -------- | -------------- | ---------------------------------------------------------------------------------- | -------------------------------------------------------------------------------------- | ---------------- | ---------------------------- | ----------------------------- |
|        | Pi Bord de Can Xercavins | Rubí     | arbre singular | Taxon: pi blanc (Pinus halepensis)                                                 | 41° 29′ 45″ N, 2° 01′ 18″ E / 41.49571°N,2.02155°E                                     |                  |                              | Modifica les dades a Wikidata |
|        | figuera del mas Jornet   | Rubí     | arbre singular |                                                                                    | 41° 28′ 53″ N, 2° 01′ 10″ E / 41.48148°N,2.01955°E ca:Camp del mas Jornet, 08191- RUBÍ |                  |                              | Modifica les dades a Wikidata |
|        | roure de Ca n'Oriol      | Rubí     | arbre singular | Taxon: roure martinenc (Quercus pubescens) Ample: 22.5m Alt: 20.5m Perímetre: 3.6m | 41° 29′ 36″ N, 2° 02′ 29″ E / 41.49322°N,2.0413°E ca:Parc de Ca n'Oriol 165 msnm       | arbre monumental | Roure del Parc de Ca n'Oriol | Modifica les dades a Wikidata |
|        | roure de Can Feliu       | Rubí     | arbre singular | Taxon: roure martinenc (Quercus pubescens)                                         | 41° 30′ 07″ N, 2° 01′ 00″ E / 41.501901°N,2.016629°E                                   |                  |                              | Modifica les dades a Wikidata |

## bosc
| imatge | Nom               | Ubicat a | instància de | Detalls | coordenades                                                                           | Protecció | Commons (més fotos) | Dades a WD                    |
| ------ | ----------------- | -------- | ------------ | ------- | ------------------------------------------------------------------------------------- | --------- | ------------------- | ----------------------------- |
|        | Bosc de l'Ermita  | Rubí     | bosc         |         | 41° 29′ 32″ N, 2° 00′ 34″ E / 41.49218°N,2.00958°E ca:A l'O del terme, 08191-RUBÍ     |           |                     | Modifica les dades a Wikidata |
|        | bosc de can Feliu | Rubí     | bosc         |         | 41° 30′ 13″ N, 2° 00′ 53″ E / 41.5036°N,2.01465°E ca:A l'O del nucli urbà, 08191-RUBÍ |           |                     | Modifica les dades a Wikidata |

## carrer
| imatge | Nom                        | Ubicat a | instància de                      | Detalls                              | coordenades                                          | Protecció                   | Commons (més fotos)                           | Dades a WD                    |
| ------ | -------------------------- | -------- | --------------------------------- | ------------------------------------ | ---------------------------------------------------- | --------------------------- | --------------------------------------------- | ----------------------------- |
|        | Carrer Colom               | Rubí     | carrer                            |                                      | 41° 29′ 14″ N, 2° 01′ 48″ E / 41.4873°N,2.02997°E    | bé cultural d'interès local | Conjunt del carrer Colom (Rubí)               | Modifica les dades a Wikidata |
|        | Carrer Doctor Robert       | Rubí     | carrer                            |                                      | 41° 29′ 37″ N, 2° 01′ 51″ E / 41.49353°N,2.03082°E   | bé cultural d'interès local | Conjunt plaça Aguilera - carrer Doctor Robert | Modifica les dades a Wikidata |
|        | Carrer Floridablanca       | Rubí     | carrer                            |                                      | 41° 29′ 34″ N, 2° 02′ 00″ E / 41.49273°N,2.03345°E   | bé cultural d'interès local | Conjunt del carrer Floridablanca              | Modifica les dades a Wikidata |
|        | Carrer Pau Claris          | Rubí     | carrer                            |                                      | 41° 29′ 36″ N, 2° 01′ 51″ E / 41.493204°N,2.030758°E | bé cultural d'interès local | Conjunt Pau Claris - Margarida Xirgu          | Modifica les dades a Wikidata |
|        | Carrer Sant Isidre         | Rubí     | carrer                            |                                      | 41° 29′ 24″ N, 2° 02′ 00″ E / 41.49003°N,2.0332°E    | bé cultural d'interès local | Conjunt del carrer Sant Isidre                | Modifica les dades a Wikidata |
|        | carrer del Doctor Zamenhof | Rubí     | carrer objecte Zamenhof-Esperanto | Anomenat per: Ludwik Lejzer Zamenhof | 41° 29′ 52″ N, 2° 01′ 54″ E / 41.497859°N,2.031642°E |                             |                                               | Modifica les dades a Wikidata |

## casa
| imatge | Nom                                     | Ubicat a | instància de | Detalls | coordenades                                                                                        | Protecció                   | Commons (més fotos)             | Dades a WD                    |
| ------ | --------------------------------------- | -------- | ------------ | --- | -------------------------------------------------------------------------------------------------- | --------------------------- | ------------------------------- | ----------------------------- |
|        | Ca l'Aliart                             | Rubí     | casa         | Estil: arquitectura popular                                                                                 | 41° 29′ 22″ N, 2° 01′ 53″ E / 41.489542°N,2.031315°E ca:C/ Sant Cugat, 2, 08191-RUBÍ               | bé cultural d'interès local | Ca l'Aliart                     | Modifica les dades a Wikidata |
|        | Ca n'Archs i conjunt Pau Claris         | Rubí     | casa         | Estil: arquitectura popular                                                                                 | 41° 29′ 41″ N, 2° 01′ 52″ E / 41.494782°N,2.030974°E ca:C/Pau Claris, 26 - 36, 08191- RUBÍ         | bé cultural d'interès local | Ca n'Archs i conjunt Pau Claris | Modifica les dades a Wikidata |
|        | Cal Ferro                               | Rubí     | casa         | Estil: arquitectura popular                                                                                 | 41° 29′ 22″ N, 2° 01′ 55″ E / 41.489512°N,2.031975°E ca:Carrer de Sant Cugat, núm. 32, 08191-RUBÍ  | bé cultural d'interès local | Cal Ferro                       | Modifica les dades a Wikidata |
|        | Cal Fideuer                             | Rubí     | casa         | Estil: arquitectura popular                                                                                 | 41° 29′ 23″ N, 2° 01′ 53″ E / 41.489778°N,2.031479°E ca:Carrer de Sant Jaume, 8, 08191-RUBÍ        | bé cultural d'interès local | Cal Fideuer                     | Modifica les dades a Wikidata |
|        | Cal Gerrer                              | Rubí     | casa         | | 41° 29′ 18″ N, 2° 02′ 02″ E / 41.48828°N,2.03394°E ca:C/ Cervantes, 85 08191 RUBÍ.                 |                             |                                 | Modifica les dades a Wikidata |
|        | Cal Llonch                              | Rubí     | casa         | Arquitecte: Jaume Comerma i Torrella Estil: arquitectura popular 1872 Estat: parcialment destruït en perill | 41° 29′ 35″ N, 2° 01′ 49″ E / 41.4931°N,2.03034°E ca:Terrassa, 28-30 ca:Justícia, 16-20            | bé cultural d'interès local | Can Llonc                       | Modifica les dades a Wikidata |
|        | Cal Met Lleó                            | Rubí     | casa         | Estil: arquitectura popular 18th century                                                                    | 41° 29′ 30″ N, 2° 01′ 58″ E / 41.491546°N,2.032915°E ca:Carrer de Sant Pere, núm. 40, 08191-RUBÍ   | bé cultural d'interès local | Cal Met Lleó                    | Modifica les dades a Wikidata |
|        | Cal Moreno                              | Rubí     | casa         | | 41° 29′ 22″ N, 2° 01′ 53″ E / 41.48954°N,2.03149°E ca:C/ Sant Cugat, 14, 08191-RUBÍ                |                             |                                 | Modifica les dades a Wikidata |
|        | Cal Muntades                            | Rubí     | casa         | | 41° 30′ 24″ N, 2° 02′ 07″ E / 41.506564°N,2.035351°E                                               | bé cultural d'interès local | Cal Muntades (Rubí)             | Modifica les dades a Wikidata |
|        | Cal Patilles                            | Rubí     | casa         | Estil: arquitectura popular 1889                                                                            | 41° 29′ 40″ N, 2° 01′ 53″ E / 41.494316°N,2.031352°E ca:C/ Prat de la Riba, 31-33 08191-RUBÍ       | bé cultural d'interès local | Cal Patilles                    | Modifica les dades a Wikidata |
|        | Can Bellver                             | Rubí     | casa         | 20th century                                                                                                | 41° 29′ 16″ N, 2° 01′ 47″ E / 41.48786°N,2.02981°E ca:C/ General Prim, 5.- 08191-RUBÍ              |                             |                                 | Modifica les dades a Wikidata |
|        | Can Casanoves                           | Rubí     | casa         | 20th century                                                                                                | 41° 29′ 33″ N, 2° 02′ 03″ E / 41.49251°N,2.03427°E ca:Plana de Can Bertran, 10 08191- RUBÍ         |                             |                                 | Modifica les dades a Wikidata |
|        | Can Corrons                             | Rubí     | casa fassina | 19th century                                                                                                | 41° 29′ 36″ N, 2° 01′ 48″ E / 41.49325°N,2.03°E ca:Terrassa, 35 / Joaquim Blume                    |                             |                                 | Modifica les dades a Wikidata |
|        | Can Muxí                                | Rubí     | casa         | 19th century                                                                                                | 41° 29′ 24″ N, 2° 01′ 54″ E / 41.49008°N,2.03169°E ca:C/ Sant Jaume, 27, 08191-RUBÍ                |                             |                                 | Modifica les dades a Wikidata |
|        | Can Riba                                | Rubí     | casa         | Estil: arquitectura popular                                                                                 | 41° 29′ 32″ N, 2° 02′ 00″ E / 41.49236°N,2.033262°E                                                | bé cultural d'interès local | Can Riba (Rubí)                 | Modifica les dades a Wikidata |
|        | Can Sedó / Cal Tei                      | Rubí     | casa         | 1924 | 41° 28′ 45″ N, 2° 02′ 10″ E / 41.4791°N,2.03613°E ca:C/ Antoni Sedó s/n, 08191-RUBÍ                |                             |                                 | Modifica les dades a Wikidata |
|        | Can Vilaró                              | Rubí     | casa         | Estil: arquitectura modernista 20th century                                                                 | 41° 29′ 22″ N, 2° 01′ 49″ E / 41.489371°N,2.030276°E ca:Carrer Dr. Ramon Turró, 11                 | bé cultural d'interès local | Can Vilaró                      | Modifica les dades a Wikidata |
|        | Casa Imbert                             | Rubí     | casa         | Estil: historicisme arquitectònic                                                                           | 41° 29′ 15″ N, 2° 01′ 52″ E / 41.48763°N,2.030996°E ca:Av. de Barcelona, 69                        | bé cultural d'interès local | Casa Imbert                     | Modifica les dades a Wikidata |
|        | Casa Palet                              | Rubí     | casa         | Estil: arquitectura popular                                                                                 | 41° 29′ 31″ N, 2° 01′ 47″ E / 41.492023°N,2.029673°E                                               | bé cultural d'interès local | Casa Palet                      | Modifica les dades a Wikidata |
|        | Casa Teixidor                           | Rubí     | casa         | Estil: arquitectura eclèctica                                                                               | 41° 29′ 32″ N, 2° 02′ 01″ E / 41.492255°N,2.033599°E                                               | bé cultural d'interès local | Casa Teixidor                   | Modifica les dades a Wikidata |
|        | Torre Ezpeleta                          | Rubí     | casa         | Estil: modernisme català arquitectura modernista                                                            | 41° 29′ 33″ N, 2° 01′ 58″ E / 41.4926°N,2.032851°E                                                 | bé cultural d'interès local | Torre Ezpeleta                  | Modifica les dades a Wikidata |
|        | Torre Gaju                              | Rubí     | casa         | Estil: arquitectura eclèctica                                                                               | 41° 29′ 32″ N, 2° 01′ 58″ E / 41.492312°N,2.032867°E ca:Xile, 2, la Plana                          | bé cultural d'interès local | Casa Gaju                       | Modifica les dades a Wikidata |
|        | Torre Llopis                            | Rubí     | casa         | Estil: noucentisme                                                                                          | 41° 29′ 41″ N, 2° 02′ 02″ E / 41.494661°N,2.033815°E ca:Sabadell / Sant Muç                        | bé cultural d'interès local | Torre Llopis                    | Modifica les dades a Wikidata |
|        | Torre Vilardell                         | Rubí     | casa         | Estil: arquitectura modernista 1911                                                                         | 41° 29′ 36″ N, 2° 02′ 09″ E / 41.493389°N,2.035957°E ca:Carrer Plana de Can Bertran, 46            |                             |                                 | Modifica les dades a Wikidata |
|        | casa de Ramon Valdez                    | Rubí     | casa         | 19th century                                                                                                | 41° 29′ 29″ N, 2° 01′ 49″ E / 41.49147°N,2.03028°E ca:Carrer Sant Ignasi 14, 08191- RUBÍ           |                             |                                 | Modifica les dades a Wikidata |
|        | casa dels Telers / d'en Canals / Carner | Rubí     | casa         | | 41° 29′ 29″ N, 2° 01′ 45″ E / 41.49148°N,2.0293°E ca:Riera, 3, 08191- RUBÍ                         |                             |                                 | Modifica les dades a Wikidata |
|        | cases d'en Rigol                        | Rubí     | casa         | | 41° 29′ 14″ N, 2° 01′ 57″ E / 41.48725°N,2.03261°E ca:C/ General Prim - C/ Cal Príncep 08191- RUBÍ |                             |                                 | Modifica les dades a Wikidata |
|        | habitatge al carrer Balmes, 31          | Rubí     | casa         | | 41° 29′ 15″ N, 2° 01′ 55″ E / 41.48738°N,2.03186°E                                                 | bé cultural d'interès local | Balmes 31 (Rubí)                | Modifica les dades a Wikidata |
|        | habitatge al carrer de la Terrassa, 40  | Rubí     | casa         | Estil: arquitectura popular                                                                                 | 41° 29′ 34″ N, 2° 01′ 48″ E / 41.492755°N,2.029938°E                                               | bé cultural d'interès local | Terrassa 40                     | Modifica les dades a Wikidata |

## conjunt d'edificis
| imatge | Nom                  | Ubicat a | instància de       | Detalls      | coordenades                                                                            | Protecció | Commons (més fotos) | Dades a WD                    |
| ------ | -------------------- | -------- | ------------------ | ------------ | -------------------------------------------------------------------------------------- | --------- | ------------------- | ----------------------------- |
|        | Plana de can Bertran | Rubí     | conjunt d'edificis | 20th century | 41° 29′ 33″ N, 2° 02′ 01″ E / 41.49243°N,2.03371°E ca:Rubí Plana, 08191-RUBÍ           |           |                     | Modifica les dades a Wikidata |
|        | Rubí Plana           | Rubí     | conjunt d'edificis |              | 41° 29′ 35″ N, 2° 02′ 06″ E / 41.49296°N,2.03506°E ca:A l'E de Rubí Centre, 08191-RUBÍ |           |                     | Modifica les dades a Wikidata |
|        | Torres d'en Massana  | Rubí     | conjunt d'edificis | 1920         | 41° 28′ 41″ N, 2° 02′ 01″ E / 41.47813°N,2.03372°E ca:Pg. De les Torres, 08191-RUBÍ    |           |                     | Modifica les dades a Wikidata |

## curs d'aigua
| imatge | Nom                          | Ubicat a                                         | instància de | Detalls                                          | coordenades                                                                                               | Protecció | Commons (més fotos)      | Dades a WD                    |
| ------ | ---------------------------- | ------------------------------------------------ | ------------ | ------------------------------------------------ | --- | --------- | ------------------------ | ----------------------------- |
|        | riera de Rubí                | Vallès Occidental Àmbit Metropolità de Barcelona | curs d'aigua | Desemboca: Llobregat Llarg: 13.5km               | 41° 27′ 46″ N, 2° 00′ 35″ E / 41.462906°N,2.009756°E ca:Riera de Rubí / Riera de les Arenes               |           | Riera de Rubí            | Modifica les dades a Wikidata |
|        | torrent de Can Balasc        | Rubí Castellbisbal                               | curs d'aigua | Desemboca: riera de Rubí Llarg: 6.4km            | 41° 30′ 31″ N, 1° 59′ 55″ E / 41.508727°N,1.998639°E 41° 27′ 42″ N, 2° 00′ 20″ E / 41.461674°N,2.005542°E |           |                          | Modifica les dades a Wikidata |
|        | torrent de Can Corbera       | Terrassa Sant Quirze del Vallès Rubí             | curs d'aigua | Desemboca: riera de Rubí Llarg: 3.2km            | 41° 31′ 37″ N, 2° 03′ 18″ E / 41.527009°N,2.054885°E 41° 30′ 44″ N, 2° 02′ 01″ E / 41.512151°N,2.033609°E |           |                          | Modifica les dades a Wikidata |
|        | torrent de Can Ferran        | Sant Quirze del Vallès Rubí                      | curs d'aigua | Desemboca: riera de Rubí                         | 41° 31′ 03″ N, 2° 03′ 01″ E / 41.51741°N,2.050179°E 41° 30′ 09″ N, 2° 01′ 55″ E / 41.502477°N,2.031988°E  |           |                          | Modifica les dades a Wikidata |
|        | torrent de Can Solà          | Rubí                                             | curs d'aigua | Desemboca: torrent de Can Xercavins Llarg: 5.3km | 41° 32′ 30″ N, 1° 59′ 28″ E / 41.54164°N,1.991189°E 41° 30′ 17″ N, 2° 00′ 31″ E / 41.504776°N,2.00868°E   |           |                          | Modifica les dades a Wikidata |
|        | torrent de Can Tallafigueres | Rubí                                             | curs d'aigua | Desemboca: torrent de Can Balasc Llarg: 3.3km    | 41° 29′ 13″ N, 2° 00′ 59″ E / 41.486817°N,2.016486°E 41° 27′ 48″ N, 2° 00′ 20″ E / 41.463241°N,2.005646°E |           |                          | Modifica les dades a Wikidata |
|        | torrent de Can Xercavins     | Rubí                                             | curs d'aigua | Desemboca: riera de Rubí Llarg: 4km              | 41° 30′ 44″ N, 2° 00′ 01″ E / 41.512091°N,2.000238°E 41° 29′ 28″ N, 2° 01′ 41″ E / 41.491203°N,2.028106°E |           | Torrent de Can Xercavins | Modifica les dades a Wikidata |
|        | torrent de Sant Muç          | Rubí                                             | curs d'aigua | Desemboca: riera de Rubí Llarg: 4.5km            | 41° 31′ 53″ N, 2° 00′ 49″ E / 41.531522°N,2.01351°E 41° 29′ 51″ N, 2° 01′ 48″ E / 41.497597°N,2.029983°E  |           | Torrent de Sant Muç      | Modifica les dades a Wikidata |
|        | torrent del mas Papabous     | Rubí                                             | curs d'aigua |                                                  | 41° 30′ 06″ N, 2° 01′ 17″ E / 41.50178°N,2.02151°E ca:Al NO del nucli urbà, 08191-RUBÍ                    |           |                          | Modifica les dades a Wikidata |
|        | torrent dels Alous           | Rubí Sant Cugat del Vallès                       | curs d'aigua | Desemboca: riera de Rubí Llarg: 5.4km            | 41° 30′ 14″ N, 2° 03′ 11″ E / 41.504023°N,2.052991°E 41° 28′ 03″ N, 2° 01′ 46″ E / 41.467455°N,2.029441°E |           | Torrent dels Alous       | Modifica les dades a Wikidata |

## edifici
| imatge | Nom                                      | Ubicat a | instància de | Detalls                                                       | coordenades                                                                                                   | Protecció                                  | Commons (més fotos)                      | Dades a WD                    |
| ------ | ---------------------------------------- | -------- | ------------ | ------------------------------------------------------------- | --- | ------------------------------------------ | ---------------------------------------- | ----------------------------- |
|        | Cal Gaspà                                | Rubí     | edifici      |                                                               | 41° 28′ 55″ N, 2° 02′ 00″ E / 41.482003°N,2.033452°E ca:Passeig de les Torres, 08191-RUBÍ                     | bé cultural d'interès local                | Cal Gaspà                                | Modifica les dades a Wikidata |
|        | Casino de Rubí                           | Rubí     | edifici      | Estil: noucentisme                                            | 41° 29′ 33″ N, 2° 01′ 53″ E / 41.492541°N,2.031271°E                                                          | bé cultural d'interès local                | Casino de Rubí                           | Modifica les dades a Wikidata |
|        | Cava Arís Casanoves                      | Rubí     | edifici      | 1884                                                          | 41° 29′ 16″ N, 2° 01′ 56″ E / 41.48788°N,2.0321°E ca:C/ Pintor Murillo 76, 79 i 80. 08191-RUBÍ Tel. 936998047 |                                            |                                          | Modifica les dades a Wikidata |
|        | Caves Ariscondel                         | Rubí     | edifici      | 1884                                                          | 41° 29′ 16″ N, 2° 01′ 54″ E / 41.48788°N,2.03163°E ca:C/ Balmes, 22, 08191-RUBÍ                               |                                            |                                          | Modifica les dades a Wikidata |
|        | Celler Cooperatiu de Rubí                | Rubí     | edifici      | Arquitecte: Cèsar Martinell i Brunet Estil: modernisme català | 41° 29′ 15″ N, 2° 02′ 00″ E / 41.487487°N,2.033203°E ca:C/ Pintor Murillo, 86, 08191-RUBÍ                     | bé cultural d'interès local                | Celler Cooperatiu de Rubí                | Modifica les dades a Wikidata |
|        | Centre d'Esplai l'Eixam                  | Rubí     | edifici      | Estil: arquitectura popular                                   | 41° 29′ 39″ N, 2° 01′ 38″ E / 41.4942°N,2.02722°E                                                             | bé cultural d'interès local                | Fassina Aguilera                         | Modifica les dades a Wikidata |
|        | Centre docent Balmes                     | Rubí     | edifici      | Estil: arquitectura popular                                   | 41° 29′ 33″ N, 2° 02′ 00″ E / 41.492568°N,2.033331°E                                                          | bé cultural d'interès local                | Can Plantada                             | Modifica les dades a Wikidata |
|        | Conjunt Plana del Castell - la Parellada | Rubí     | edifici      |                                                               | 41° 29′ 39″ N, 2° 01′ 37″ E / 41.494081°N,2.026983°E                                                          | bé cultural d'interès local                | Conjunt Plana del Castell - la Parellada | Modifica les dades a Wikidata |
|        | Escola Estel                             | Rubí     | edifici      | Estil: arquitectura popular                                   | 41° 29′ 34″ N, 2° 01′ 58″ E / 41.492689°N,2.03279°E                                                           | bé cultural d'interès local                | Torre Samaranc                           | Modifica les dades a Wikidata |
|        | Escola Evangèlica de Rubí                | Rubí     | edifici      | Estil: arquitectura popular 1928                              | 41° 29′ 20″ N, 2° 01′ 47″ E / 41.488786°N,2.029646°E ca:carrer del Poeta Virgili, 17                          | bé cultural d'interès local                | Escola Evangèlica de Rubí                | Modifica les dades a Wikidata |
|        | Farmàcia Parrilla                        | Rubí     | edifici      | Estil: arquitectura modernista 19th century                   | 41° 29′ 29″ N, 2° 01′ 47″ E / 41.49142°N,2.02967°E ca:C. Xercavins, 4 ca:C. Sant Sebastià, 3                  | bé cultural d'interès local                | Farmàcia Parrilla                        | Modifica les dades a Wikidata |
|        | Fusteria Miranda                         | Rubí     | edifici      | 1874                                                          | 41° 29′ 27″ N, 2° 01′ 57″ E / 41.49071°N,2.03257°E ca:C/ Sant Pere, 28, 08191-RUBÍ                            |                                            |                                          | Modifica les dades a Wikidata |
|        | Fàbrica de Joan Debant                   | Rubí     | edifici      | Estil: arquitectura popular                                   | 41° 29′ 31″ N, 2° 01′ 46″ E / 41.49185°N,2.029388°E                                                           | bé cultural d'interès local                | Fàbrica Joan Debant                      | Modifica les dades a Wikidata |
|        | Impremta Casanoves                       | Rubí     | edifici      | 1906                                                          | 41° 29′ 27″ N, 2° 01′ 51″ E / 41.49093°N,2.03093°E ca:C/ Maximí Fornés, 26, 08191-RUBÍ                        |                                            |                                          | Modifica les dades a Wikidata |
|        | Molí de vent de Can Balasc               | Rubí     | edifici      |                                                               | | bé integrant del patrimoni cultural català |                                          | Modifica les dades a Wikidata |
|        | Serralleria Solsona                      | Rubí     | edifici      | 1925                                                          | 41° 29′ 19″ N, 2° 01′ 53″ E / 41.48863°N,2.03141°E ca:C/ Cervantes, 49, 08191-RUBÍ                            |                                            |                                          | Modifica les dades a Wikidata |
|        | Torre Ricart / Can Fàbrega               | Rubí     | edifici      | 20th century                                                  | 41° 29′ 23″ N, 2° 02′ 00″ E / 41.48977°N,2.03334°E ca:C/ Sant Isidre, 2, 08191-RUBÍ                           |                                            |                                          | Modifica les dades a Wikidata |
|        | l'Escardívol                             | Rubí     | edifici      | Estil: arquitectura popular                                   | 41° 29′ 39″ N, 2° 01′ 47″ E / 41.494248°N,2.029604°E                                                          | bé cultural d'interès local                | L'Escardívol                             | Modifica les dades a Wikidata |

## església
| imatge | Nom                                   | Ubicat a | instància de                 | Detalls                      | coordenades                                                                                           | Protecció                   | Commons (més fotos)             | Dades a WD                    |
| ------ | ------------------------------------- | -------- | ---------------------------- | ---------------------------- | --- | --------------------------- | ------------------------------- | ----------------------------- |
|        | Mare de Déu del Roser de can Fonollet | Rubí     | església capella             |                              | 41° 31′ 10″ N, 2° 01′ 50″ E / 41.5194932037626°N,2.03054029739643°E ca:Masia de can Fonollet 201 msnm |                             |                                 | Modifica les dades a Wikidata |
|        | Sant Genís de Rubí                    | Rubí     | església capella             | Estat: ruïnós                | 41° 29′ 29″ N, 2° 00′ 45″ E / 41.4912541882441°N,2.0124051254244°E 160 msnm                           |                             |                                 | Modifica les dades a Wikidata |
|        | Sant Josep Obrer de Rubí              | Rubí     | església                     |                              | 41° 29′ 48″ N, 2° 02′ 28″ E / 41.496532°N,2.041084°E 157 msnm                                         |                             |                                 | Modifica les dades a Wikidata |
|        | Sant Muç de Rubí                      | Rubí     | església                     |                              | 41° 30′ 33″ N, 2° 01′ 19″ E / 41.50926°N,2.021867°E                                                   | bé cultural d'interès local | Sant Muç de Rubí                | Modifica les dades a Wikidata |
|        | Sant Pere de Rubí                     | Rubí     | església església parroquial | Estil: arquitectura romànica | 41° 29′ 31″ N, 2° 01′ 49″ E / 41.492037°N,2.030188°E                                                  | bé cultural d'interès local | Sant Pere de Rubí               | Modifica les dades a Wikidata |
|        | església evangèlica de Rubí           | Rubí     | església                     | 1929                         | 41° 29′ 20″ N, 2° 01′ 49″ E / 41.48878°N,2.030236°E ca:C/ Colom 4-6, 08191-RUBÍ                       | bé cultural d'interès local | 1era Església Protestant a Rubí | Modifica les dades a Wikidata |

## estació de ferrocarril
| imatge | Nom                    | Ubicat a | instància de                                                     | Detalls                          | coordenades                                                                                        | Protecció                   | Commons (més fotos)   | Dades a WD                    |
| ------ | ---------------------- | -------- | ---------------------------------------------------------------- | -------------------------------- | -------------------------------------------------------------------------------------------------- | --------------------------- | --------------------- | ----------------------------- |
|        | Antiga estació de Rubí | Rubí     | estació de ferrocarril                                           | Estil: arquitectura popular 1918 | 41° 29′ 13″ N, 2° 01′ 49″ E / 41.486831°N,2.030278°E ca:C/ Historiador Josep Serra s/n, 08191-RUBÍ | bé cultural d'interès local | Antiga estació (Rubí) | Modifica les dades a Wikidata |
|        | Estació de Rubí        | Rubí     | estació de ferrocarril                                           |                                  | 41° 28′ 31″ N, 2° 02′ 15″ E / 41.475208333333°N,2.0374777777778°E                                  |                             |                       | Modifica les dades a Wikidata |
|        | Estació de Rubí (FGC)  | Rubí     | estació de ferrocarril estació subterrània estació en superfície |                                  | 41° 29′ 11″ N, 2° 01′ 53″ E / 41.486389°N,2.031389°E                                               |                             |                       | Modifica les dades a Wikidata |

## masia
| imatge | Nom                                            | Ubicat a | instància de | Detalls                                  | coordenades | Protecció                                  | Commons (més fotos)  | Dades a WD                    |
| ------ | ---------------------------------------------- | -------- | ------------ | ---------------------------------------- | --- | ------------------------------------------ | -------------------- | ----------------------------- |
|        | Ca n'Alzamora                                  | Rubí     | masia        | Estil: arquitectura popular              | 41° 28′ 50″ N, 2° 02′ 00″ E / 41.48066°N,2.033268°E ca:Pg. de les Torres, 60                                                        | bé cultural d'interès local                | Ca n'Alzamora        | Modifica les dades a Wikidata |
|        | Ca n'Oriol                                     | Rubí     | masia        | Estil: arquitectura popular              | 41° 29′ 37″ N, 2° 02′ 31″ E / 41.493702°N,2.041844°E ca:Camí de Ca n'Oriol                                                          | bé cultural d'interès local                | Ca n'Oriol (Rubí)    | Modifica les dades a Wikidata |
|        | Cal Montmany                                   | Rubí     | masia        | Estil: arquitectura popular              | 41° 29′ 29″ N, 2° 01′ 48″ E / 41.491279°N,2.030044°E                                                                                | bé integrant del patrimoni cultural català | Cal Montmany         | Modifica les dades a Wikidata |
|        | Cal Ximelis                                    | Rubí     | masia        | Estil: arquitectura popular              | 41° 29′ 51″ N, 2° 00′ 34″ E / 41.49741°N,2.009573°E ca:Camí d'Ullastrell, 08191-RUBÍ                                                | bé cultural d'interès local                | Cal Ximelis (Rubí)   | Modifica les dades a Wikidata |
|        | Can Balasc                                     | Rubí     | masia        | Estil: arquitectura eclèctica 1882       | 41° 28′ 35″ N, 2° 00′ 17″ E / 41.476273°N,2.004793°E ca:Camí vell de Castellbisbal                                                  | bé cultural d'interès local                | Can Balasc (Rubí)    | Modifica les dades a Wikidata |
|        | Can Barceló                                    | Rubí     | masia        |                                          | 41° 31′ 33″ N, 1° 59′ 21″ E / 41.5257223282073°N,1.98928768437675°E                                                                 |                                            |                      | Modifica les dades a Wikidata |
|        | Can Bosc                                       | Rubí     | masia        |                                          | 41° 30′ 37″ N, 2° 00′ 17″ E / 41.5103473791567°N,2.00482926444596°E ca:Carrer de la urbanització 'Les Valls de Sant Muç' 08191-RUBÍ |                                            |                      | Modifica les dades a Wikidata |
|        | Can Calopa                                     | Rubí     | masia        |                                          | 41° 27′ 51″ N, 2° 00′ 50″ E / 41.4641091735934°N,2.01381104170173°E ca:Camí de Can Calopa / Pol. Ind. Can Calopa                    |                                            | Can Calopa           | Modifica les dades a Wikidata |
|        | Can Carreres                                   | Rubí     | masia        |                                          | 41° 30′ 42″ N, 1° 59′ 46″ E / 41.5117662579351°N,1.99604771481949°E                                                                 |                                            |                      | Modifica les dades a Wikidata |
|        | Can Feliu                                      | Rubí     | masia        | Estil: arquitectura popular              | 41° 30′ 08″ N, 2° 00′ 44″ E / 41.502153°N,2.012292°E ca:Camí de can Feliu, 08191 - RUBI                                             | bé cultural d'interès local                | Can Feliu (Rubí)     | Modifica les dades a Wikidata |
|        | Can Guilera                                    | Rubí     | masia        |                                          | 41° 31′ 34″ N, 2° 00′ 49″ E / 41.5259873110032°N,2.01357909909282°E                                                                 |                                            |                      | Modifica les dades a Wikidata |
|        | Can Matarí                                     | Rubí     | masia        |                                          | 41° 31′ 50″ N, 2° 00′ 00″ E / 41.530563°N,1.999994°E ca:Urbanització Castellnou                                                     | bé cultural d'interès local                |                      | Modifica les dades a Wikidata |
|        | Can Mir                                        | Rubí     | masia        | Estil: arquitectura popular 1658         | 41° 31′ 04″ N, 2° 00′ 15″ E / 41.517809°N,2.004085°E ca:Camí de can Mir . 08191-RUBÍ                                                | bé cultural d'interès local                | Can Mir (Rubí)       | Modifica les dades a Wikidata |
|        | Can Mules                                      | Rubí     | masia        |                                          | 41° 30′ 29″ N, 2° 00′ 52″ E / 41.5081071726995°N,2.01454556555988°E                                                                 |                                            |                      | Modifica les dades a Wikidata |
|        | Can Nois                                       | Rubí     | masia        |                                          | 41° 29′ 59″ N, 2° 01′ 43″ E / 41.4997952644978°N,2.02852178453234°E                                                                 |                                            |                      | Modifica les dades a Wikidata |
|        | Can Pere                                       | Rubí     | masia        |                                          | 41° 30′ 37″ N, 1° 59′ 45″ E / 41.510341681915°N,1.9958964034269°E                                                                   |                                            |                      | Modifica les dades a Wikidata |
|        | Can Pi de Vilaroch                             | Rubí     | masia        | Estil: arquitectura popular 14th century | 41° 28′ 19″ N, 2° 00′ 33″ E / 41.472041°N,2.009061°E ca:Al costat de l'estació receptora ENHER 97 msnm                              | bé cultural d'interès local                | Can Pi de Vilaroc    | Modifica les dades a Wikidata |
|        | Can Pi de la Serra                             | Rubí     | masia        | Estil: arquitectura popular 1614         | 41° 29′ 54″ N, 1° 59′ 57″ E / 41.498446°N,1.999266°E ca:Camí de can Pi de la Serra                                                  | bé cultural d'interès local                | Can Pi de la Serra   | Modifica les dades a Wikidata |
|        | Can Ponç                                       | Rubí     | masia        |                                          | 41° 30′ 10″ N, 2° 00′ 20″ E / 41.5027143663009°N,2.00542541622385°E                                                                 |                                            |                      | Modifica les dades a Wikidata |
|        | Can Pòlit                                      | Rubí     | masia        |                                          | 41° 30′ 51″ N, 2° 01′ 38″ E / 41.5141249446605°N,2.02734883584325°E                                                                 |                                            |                      | Modifica les dades a Wikidata |
|        | Can Ramoneda                                   | Rubí     | masia        | Estil: arquitectura popular 15th century | 41° 30′ 13″ N, 2° 01′ 31″ E / 41.50356°N,2.025187°E ca:Camí de Sant Muç                                                             | bé cultural d'interès local                | Can Ramoneda         | Modifica les dades a Wikidata |
|        | Can Riquer Vell                                | Rubí     | masia        | Estat: ruïnós                            | 41° 29′ 55″ N, 1° 59′ 23″ E / 41.4987414161167°N,1.98983911166016°E 184 msnm                                                        |                                            | Can Riquer Vell      | Modifica les dades a Wikidata |
|        | Can Roig                                       | Rubí     | masia        | Estil: arquitectura popular 15th century | 41° 31′ 07″ N, 2° 01′ 09″ E / 41.51865°N,2.019256°E ca:Camí de Can Ramoneda 217 msnm                                                | bé integrant del patrimoni cultural català | Can Roig (Rubí)      | Modifica les dades a Wikidata |
|        | Can Rosés                                      | Rubí     | masia        | Estil: arquitectura popular 1581         | 41° 30′ 21″ N, 2° 02′ 14″ E / 41.505822°N,2.037088°E ca:Carretera de Terrassa. 08191-RUBÍ                                           | bé cultural d'interès local                | Can Rosés (Rubí)     | Modifica les dades a Wikidata |
|        | Can Sant Joan                                  | Rubí     | masia        |                                          | 41° 29′ 19″ N, 2° 02′ 54″ E / 41.4885496577556°N,2.04845527745104°E ca:Camí vell de Sant Cugat. 08191 - RUBÍ 152 msnm               |                                            | Can Sant Joan (Rubí) | Modifica les dades a Wikidata |
|        | Can Serra                                      | Rubí     | masia        | Estil: arquitectura popular              | 41° 30′ 06″ N, 2° 01′ 47″ E / 41.501643°N,2.029637°E ca:Can Serra                                                                   | bé cultural d'interès local                | Can Serra            | Modifica les dades a Wikidata |
|        | Can Serrafossà                                 | Rubí     | masia        | Estil: arquitectura popular              | 41° 29′ 30″ N, 2° 00′ 05″ E / 41.491537°N,2.001277°E                                                                                | bé cultural d'interès local                |                      | Modifica les dades a Wikidata |
|        | Can Solà                                       | Rubí     | masia        |                                          | 41° 31′ 50″ N, 2° 00′ 01″ E / 41.530655°N,2.000184°E ca:Camí de can Solà, 08191-RUBÍ                                                | bé cultural d'interès local                |                      | Modifica les dades a Wikidata |
|        | Can Tapis                                      | Rubí     | masia        | 1870                                     | 41° 31′ 00″ N, 2° 00′ 31″ E / 41.5165490400915°N,2.0084973093364°E ca:Camí de can Tapis, 08191-RUBÍ                                 |                                            |                      | Modifica les dades a Wikidata |
|        | Can Tiraïres                                   | Rubí     | masia        |                                          | 41° 30′ 07″ N, 2° 03′ 05″ E / 41.501976°N,2.051275°E 211 msnm                                                                       |                                            | Can Tiraïres         | Modifica les dades a Wikidata |
|        | Can Xercavins                                  | Rubí     | masia        | Estil: arquitectura popular              | 41° 29′ 39″ N, 2° 01′ 11″ E / 41.4941°N,2.019663°E ca:Camí de can Xercavins, 08191-RUBÍ                                             | bé cultural d'interès local                | Can Xercavins (Rubí) | Modifica les dades a Wikidata |
|        | Mas Jornet / Can Sucarrats / Can Tallafigueres | Rubí     | masia        |                                          | 41° 29′ 10″ N, 2° 01′ 16″ E / 41.48616°N,2.02119°E ca:Mas Jornet. 08191-RUBÍ                                                        |                                            |                      | Modifica les dades a Wikidata |
|        | Mas Puig                                       | Rubí     | masia        |                                          | 41° 29′ 41″ N, 2° 01′ 47″ E / 41.4947534246927°N,2.02985505120828°E                                                                 |                                            |                      | Modifica les dades a Wikidata |
|        | Mas Rossinyol                                  | Rubí     | masia        |                                          | 41° 30′ 10″ N, 2° 01′ 03″ E / 41.5028102864121°N,2.01763328764613°E                                                                 |                                            |                      | Modifica les dades a Wikidata |
|        | Masia de Castellnou                            | Rubí     | masia        |                                          | 41° 31′ 52″ N, 1° 59′ 58″ E / 41.5312162821111°N,1.99953489212952°E                                                                 |                                            |                      | Modifica les dades a Wikidata |
|        | Torre de la Llebre                             | Rubí     | masia        | Estil: arquitectura popular 18th century | 41° 28′ 34″ N, 2° 02′ 04″ E / 41.476165°N,2.034353°E ca:Art, s/n                                                                    | bé cultural d'interès local                | Torre de la Llebre   | Modifica les dades a Wikidata |
|        | masoveria de Sant Muç                          | Rubí     | masia        |                                          | 41° 30′ 33″ N, 2° 01′ 19″ E / 41.50924°N,2.02202°E ca:Camí de Sant Muç. 08191-RUBÍ                                                  |                                            |                      | Modifica les dades a Wikidata |

## mirador
| imatge | Nom                     | Ubicat a | instància de | Detalls | coordenades                                                                                 | Protecció | Commons (més fotos) | Dades a WD                    |
| ------ | ----------------------- | -------- | ------------ | ------- | ------------------------------------------------------------------------------------------- | --------- | ------------------- | ----------------------------- |
|        | mirador de les Martines | Rubí     | mirador      |         | 41° 31′ 54″ N, 2° 00′ 59″ E / 41.53169°N,2.01638°E ca:Al NO del terme, 08191-RUBÍ           |           |                     | Modifica les dades a Wikidata |
|        | mirador del Rossell     | Rubí     | mirador      |         | 41° 30′ 17″ N, 2° 02′ 56″ E / 41.50474°N,2.04883°E ca:Dalt del turó del Rossell 08191- RUBÍ |           |                     | Modifica les dades a Wikidata |

## mobiliari urbà
| imatge | Nom                        | Ubicat a | instància de         | Detalls      | coordenades                                                                                    | Protecció | Commons (més fotos) | Dades a WD                    |
| ------ | -------------------------- | -------- | -------------------- | ------------ | ---------------------------------------------------------------------------------------------- | --------- | ------------------- | ----------------------------- |
|        | Jardí de Pedra             | Rubí     | mobiliari urbà       | 1950         | 41° 28′ 54″ N, 2° 01′ 49″ E / 41.48166°N,2.03029°E ca:Carretera de Molins de Rei, 08191 - RUBÍ |           |                     | Modifica les dades a Wikidata |
|        | trull de la Cambra Agrària | Rubí     | mobiliari urbà trull | 20th century | 41° 29′ 23″ N, 2° 02′ 19″ E / 41.48973°N,2.03853°E ca:Pça. Agricultura, 08191-RUBÍ             |           |                     | Modifica les dades a Wikidata |

## molí d'aigua
| imatge | Nom                | Ubicat a | instància de | Detalls                     | coordenades                                                                                  | Protecció                                  | Commons (més fotos) | Dades a WD                    |
| ------ | ------------------ | -------- | ------------ | --------------------------- | -------------------------------------------------------------------------------------------- | ------------------------------------------ | ------------------- | ----------------------------- |
|        | Molí de Can Calopa | Rubí     | molí d'aigua | Estil: arquitectura popular |                                                                                              | bé integrant del patrimoni cultural català |                     | Modifica les dades a Wikidata |
|        | Molí de la Bastida | Rubí     | molí d'aigua |                             | 41° 30′ 25″ N, 2° 02′ 13″ E / 41.5069457508081°N,2.03693442398223°E ca:Crtra. de Sant Quirze |                                            |                     | Modifica les dades a Wikidata |

## monument
| imatge | Nom                   | Ubicat a | instància de | Detalls | coordenades                                                                           | Protecció | Commons (més fotos) | Dades a WD                    |
| ------ | --------------------- | -------- | ------------ | ------- | ------------------------------------------------------------------------------------- | --------- | ------------------- | ----------------------------- |
|        | Monument a Clavé      | Rubí     | monument     | 1951    | 41° 29′ 21″ N, 2° 01′ 49″ E / 41.48916°N,2.03041°E ca:Plaça Anselm Clavé. 08191-RUBÍ  |           |                     | Modifica les dades a Wikidata |
|        | Monument a la Rierada | Rubí     | monument     |         | 41° 29′ 40″ N, 2° 01′ 44″ E / 41.49455°N,2.02901°E ca:Pont de la Pelleria, 08191-RUBÍ |           |                     | Modifica les dades a Wikidata |

## muntanya
| imatge | Nom                       | Ubicat a        | instància de | Detalls | coordenades | Protecció | Commons (més fotos) | Dades a WD                    |
| ------ | ------------------------- | --------------- | ------------ | ------- | --- | --------- | ------------------- | ----------------------------- |
|        | Puig Pinós                | Rubí            | muntanya     |         | 41° 31′ 40″ N, 2° 00′ 39″ E / 41.5277°N,2.01081°E 308.2 msnm                                                                    |           |                     | Modifica les dades a Wikidata |
|        | Turó de Can Calopa        | Rubí            | muntanya     |         | 41° 28′ 03″ N, 2° 00′ 51″ E / 41.46741667°N,2.01405556°E ca:Sobre la riera a Rubí a l'extrem sud del terme, 08191-RUBÍ 126 msnm |           | Turó de Can Calopa  | Modifica les dades a Wikidata |
|        | la Creu dels Tres Batlles | Rubí Ullastrell | muntanya     |         | 41° 32′ 05″ N, 1° 59′ 07″ E / 41.5347°N,1.98514°E 413.8 msnm                                                                    |           |                     | Modifica les dades a Wikidata |

## nucli de població
| imatge | Nom                   | Ubicat a | instància de      | Detalls | coordenades                                                         | Protecció | Commons (més fotos) | Dades a WD                    |
| ------ | --------------------- | -------- | ----------------- | ------- | ------------------------------------------------------------------- | --------- | ------------------- | ----------------------------- |
|        | Ca n'Alzamora         | Rubí     | nucli de població |         | 41° 28′ 45″ N, 2° 02′ 01″ E / 41.479138676766°N,2.0335075826122°E   |           |                     | Modifica les dades a Wikidata |
|        | Ca n'Oriol            | Rubí     | nucli de població |         | 41° 30′ 06″ N, 2° 02′ 55″ E / 41.501783794009°N,2.048746729157°E    |           |                     | Modifica les dades a Wikidata |
|        | Can Barceló           | Rubí     | nucli de població |         | 41° 31′ 32″ N, 1° 59′ 01″ E / 41.52554650532°N,1.983675582644°E     |           |                     | Modifica les dades a Wikidata |
|        | Can Mir               | Rubí     | nucli de població |         | 41° 31′ 03″ N, 2° 00′ 15″ E / 41.517619391786°N,2.0041729222082°E   |           |                     | Modifica les dades a Wikidata |
|        | Can Serrafossà        | Rubí     | nucli de població |         | 41° 29′ 03″ N, 2° 00′ 00″ E / 41.484255623874°N,1.9998927120474°E   |           |                     | Modifica les dades a Wikidata |
|        | Can Solà              | Rubí     | nucli de població |         | 41° 32′ 24″ N, 1° 59′ 48″ E / 41.540071751551°N,1.9966354557687°E   |           | Can Solà (nucli)    | Modifica les dades a Wikidata |
|        | Can Vallhonrat        | Rubí     | nucli de població |         | 41° 28′ 30″ N, 2° 01′ 58″ E / 41.4748618270083°N,2.03265483455848°E |           |                     | Modifica les dades a Wikidata |
|        | Castellnou            | Rubí     | nucli de població |         | 41° 31′ 29″ N, 2° 00′ 19″ E / 41.5248345408467°N,2.00526085382583°E |           |                     | Modifica les dades a Wikidata |
|        | Ximelis               | Rubí     | nucli de població |         | 41° 30′ 01″ N, 2° 00′ 29″ E / 41.5002695614416°N,2.00811067505539°E |           |                     | Modifica les dades a Wikidata |
|        | el Pinar              | Rubí     | nucli de població |         | 41° 30′ 36″ N, 2° 02′ 55″ E / 41.509889296049°N,2.04862807331°E     |           |                     | Modifica les dades a Wikidata |
|        | les Martines          | Rubí     | nucli de població |         | 41° 31′ 54″ N, 1° 59′ 50″ E / 41.5315749088982°N,1.99727581203694°E |           |                     | Modifica les dades a Wikidata |
|        | les Valls de Sant Muç | Rubí     | nucli de població |         | 41° 30′ 21″ N, 2° 00′ 57″ E / 41.5059200444342°N,2.01578894066869°E |           |                     | Modifica les dades a Wikidata |

## plaça
| imatge | Nom                                       | Ubicat a | instància de | Detalls | coordenades                                                                     | Protecció                   | Commons (més fotos)              | Dades a WD                    |
| ------ | ----------------------------------------- | -------- | ------------ | ------- | ------------------------------------------------------------------------------- | --------------------------- | -------------------------------- | ----------------------------- |
|        | Plaça Clavé                               | Rubí     | plaça        |         | 41° 29′ 21″ N, 2° 01′ 49″ E / 41.489173°N,2.030279°E ca:Rubí Centre, 08191-RUBÍ | bé cultural d'interès local | Conjunt de la plaça Clavé (Rubí) | Modifica les dades a Wikidata |
|        | plaça del Dr. Pearson / Plaça del Domènec | Rubí     | plaça        |         | 41° 29′ 13″ N, 2° 01′ 52″ E / 41.48696°N,2.03116°E ca:Rubí centre, 08191-RUBÍ   |                             |                                  | Modifica les dades a Wikidata |

## polígon industrial
| imatge | Nom                                      | Ubicat a | instància de       | Detalls | coordenades                                                         | Protecció | Commons (més fotos) | Dades a WD                    |
| ------ | ---------------------------------------- | -------- | ------------------ | ------- | ------------------------------------------------------------------- | --------- | ------------------- | ----------------------------- |
|        | Polígon industrial Ca n'Alzamora         | Rubí     | polígon industrial |         | 41° 28′ 47″ N, 2° 01′ 58″ E / 41.47972678765°N,2.03277412709084°E   |           |                     | Modifica les dades a Wikidata |
|        | Polígon industrial Can Sant Joan         | Rubí     | polígon industrial |         | 41° 29′ 20″ N, 2° 02′ 57″ E / 41.4887976794073°N,2.04903862495224°E |           |                     | Modifica les dades a Wikidata |
|        | Polígon industrial Can Vallhonrat        | Rubí     | polígon industrial |         | 41° 28′ 12″ N, 2° 01′ 45″ E / 41.4699864215272°N,2.02915857531587°E |           |                     | Modifica les dades a Wikidata |
|        | Polígon industrial Carretera de Terrassa | Rubí     | polígon industrial |         | 41° 30′ 15″ N, 2° 02′ 07″ E / 41.5042297410899°N,2.0352852163375°E  |           |                     | Modifica les dades a Wikidata |
|        | Polígon industrial Cova Solera           | Rubí     | polígon industrial |         | 41° 28′ 52″ N, 2° 01′ 33″ E / 41.4811266592741°N,2.02574635665362°E |           |                     | Modifica les dades a Wikidata |
|        | Polígon industrial La Llana - Can Serra  | Rubí     | polígon industrial |         | 41° 30′ 06″ N, 2° 01′ 49″ E / 41.5017103245884°N,2.03024245890818°E |           |                     | Modifica les dades a Wikidata |
|        | Polígon industrial Molí de la Bastida    | Rubí     | polígon industrial |         | 41° 30′ 35″ N, 2° 02′ 19″ E / 41.5096978604336°N,2.03859521623226°E |           |                     | Modifica les dades a Wikidata |
|        | Polígon industrial Rubí Sud              | Rubí     | polígon industrial |         | 41° 28′ 04″ N, 2° 00′ 40″ E / 41.4677779533307°N,2.01098916434422°E |           |                     | Modifica les dades a Wikidata |
|        | Polígon industrial Sant Genís            | Rubí     | polígon industrial |         | 41° 29′ 25″ N, 2° 01′ 02″ E / 41.4903761941246°N,2.0171623021893°E  |           |                     | Modifica les dades a Wikidata |
|        | Polígon industrial de Can Jardí          | Rubí     | polígon industrial |         | 41° 28′ 17″ N, 2° 01′ 20″ E / 41.4715038781836°N,2.02221384872965°E |           |                     | Modifica les dades a Wikidata |
|        | Polígon industrial de Can Rosés          | Rubí     | polígon industrial |         | 41° 30′ 14″ N, 2° 02′ 31″ E / 41.5038537271185°N,2.04202462091335°E |           |                     | Modifica les dades a Wikidata |

## pont
| imatge | Nom                         | Ubicat a | instància de   | Detalls                                           | coordenades                                                                                                  | Protecció                   | Commons (més fotos) | Dades a WD                    |
| ------ | --------------------------- | -------- | -------------- | ------------------------------------------------- | --- | --------------------------- | ------------------- | ----------------------------- |
|        | Pont de l'Aigua             | Rubí     | pont aqüeducte | Estil: arquitectura popular 1753 Estat: bon estat | 41° 29′ 53″ N, 2° 01′ 43″ E / 41.498121°N,2.02854°E ca:Camí de Sant Muç s/n, 08191- RUBÍ                     | bé cultural d'interès local | Pont de Can Claverí | Modifica les dades a Wikidata |
|        | Pont de la Cova Solera      | Rubí     | pont           | Travessa: riera de Rubí                           | 41° 28′ 59″ N, 2° 01′ 46″ E / 41.4831572197981°N,2.02940518633473°E                                          |                             |                     | Modifica les dades a Wikidata |
|        | Pont del Torrent dels Alous | Rubí     | pont           | 1870s Estat: malmès                               | 41° 28′ 05″ N, 2° 01′ 50″ E / 41.4680438909842°N,2.03058866598623°E ca:Ctra. Molins de Rei km. 9, 08191-RUBÍ |                             |                     | Modifica les dades a Wikidata |

## serra
| imatge | Nom                  | Ubicat a | instància de | Detalls | coordenades                                                         | Protecció | Commons (més fotos) | Dades a WD                    |
| ------ | -------------------- | -------- | ------------ | ------- | ------------------------------------------------------------------- | --------- | ------------------- | ----------------------------- |
|        | serra de Can Guilera | Rubí     | serra        |         | 41° 31′ 39″ N, 2° 01′ 00″ E / 41.527469°N,2.016617°E                |           |                     | Modifica les dades a Wikidata |
|        | serra de Can Riquer  | Rubí     | serra        |         | 41° 29′ 42″ N, 1° 59′ 28″ E / 41.495°N,1.99102°E                    |           |                     | Modifica les dades a Wikidata |
|        | serra de l'Oleguera  | Rubí     | serra        |         | 41° 31′ 19″ N, 1° 59′ 05″ E / 41.52180556°N,1.98475167°E 315.9 msnm |           |                     | Modifica les dades a Wikidata |

## vinya
| imatge | Nom                    | Ubicat a | instància de | Detalls | coordenades                                                                         | Protecció | Commons (més fotos) | Dades a WD                    |
| ------ | ---------------------- | -------- | ------------ | ------- | ----------------------------------------------------------------------------------- | --------- | ------------------- | ----------------------------- |
|        | Vinya de cal Ximelis   | Rubí     | vinya        |         | 41° 29′ 53″ N, 2° 00′ 28″ E / 41.49794°N,2.00789°E ca:Camí de Ximelis, 08191 - RUBÍ |           |                     | Modifica les dades a Wikidata |
|        | vinya de can Xercavins | Rubí     | vinya        |         | 41° 29′ 56″ N, 2° 01′ 12″ E / 41.49901°N,2.01996°E ca:Pla de Dormet, 08191-RUBÍ     |           |                     | Modifica les dades a Wikidata |

## Misc
| imatge | Nom                                 | Ubicat a                                                            | instància de                                                                   | Detalls                                                                   | coordenades | Protecció                                            | Commons (més fotos)              | Dades a WD                    |
| ------ | ----------------------------------- | ------------------------------------------------------------------- | ------------------------------------------------------------------------------ | ------------------------------------------------------------------------- | --- | ---------------------------------------------------- | -------------------------------- | ----------------------------- |
|        | Ajuntament de Rubí                  | Rubí                                                                | casa consistorial                                                              | Estil: noucentisme                                                        | 41° 29′ 38″ N, 2° 01′ 52″ E / 41.493783°N,2.031168°E                                                                  | bé cultural d'interès local                          | Ajuntament de Rubí               | Modifica les dades a Wikidata |
|        | Aqüeducte-mina de can Corbera       | Rubí                                                                | aqüeducte pont                                                                 | 19th century                                                              | 41° 30′ 24″ N, 2° 02′ 11″ E / 41.50655°N,2.03641°E ca:Davant de can Rosés 08191- RUBÍ                                 |                                                      |                                  | Modifica les dades a Wikidata |
|        | B-30                                | Barberà del Vallès Cerdanyola del Vallès Rubí Sant Cugat del Vallès | carretera                                                                      | Llarg: 32km                                                               | 41° 29′ 19″ N, 2° 04′ 20″ E / 41.48868°N,2.07231°E                                                                    |                                                      |                                  | Modifica les dades a Wikidata |
|        | Biblioteca Mestre Martí Tauler      | Rubí                                                                | edifici públic                                                                 |                                                                           | 41° 29′ 34″ N, 2° 02′ 12″ E / 41.49282455444336°N,2.0365800857543945°E ca:Aribau, 5                                   |                                                      |                                  | Modifica les dades a Wikidata |
|        | Capelles urbanes                    | Rubí                                                                | element arquitectònic                                                          | 20th century                                                              | 41° 29′ 25″ N, 2° 01′ 55″ E / 41.49014°N,2.03191°E ca:c/ Sant Pere,9-11; Sant Jaume, 14 i Sant Isidre, 2.- 08191-RUBÍ |                                                      |                                  | Modifica les dades a Wikidata |
|        | Castell de Rubí                     | Rubí                                                                | castell                                                                        | Estil: arquitectura gòtica                                                | 41° 29′ 40″ N, 2° 01′ 36″ E / 41.4945°N,2.02653°E ca:Castell, 35                                                      | bé d'interès cultural bé cultural d'interès nacional | Castell de Rubí                  | Modifica les dades a Wikidata |
|        | Centre d'Operacions de Rubí         | Rubí                                                                | taller ferroviari                                                              |                                                                           | 41° 28′ 56″ N, 2° 02′ 14″ E / 41.482122°N,2.037156°E                                                                  |                                                      |                                  | Modifica les dades a Wikidata |
|        | Creu de Conill                      | Rubí                                                                | indret                                                                         |                                                                           | 41° 31′ 54″ N, 2° 01′ 04″ E / 41.5316436253261°N,2.01776054420555°E 310 msnm                                          |                                                      |                                  | Modifica les dades a Wikidata |
|        | El Pujol                            | Rubí                                                                | vèrtex geodèsic                                                                | Alt: 1.2m                                                                 | 41° 29′ 18″ N, 2° 00′ 58″ E / 41.488462°N,2.01615°E 186.837 msnm                                                      |                                                      |                                  | Modifica les dades a Wikidata |
|        | Era de Ca n'Oriol                   | Rubí                                                                | era                                                                            | 1848                                                                      | 41° 29′ 34″ N, 2° 02′ 29″ E / 41.49269°N,2.041523°E ca:Parc de ca n'Oriol. 08191 - RUBI                               | bé cultural d'interès local                          | Era de Ca n'Oriol                | Modifica les dades a Wikidata |
|        | Esbart Dansaire de Rubí             | Rubí                                                                | esbart dansaire                                                                | 1923-11-18                                                                | ca:Passeig de les Torres, 37                                                                                          |                                                      |                                  | Modifica les dades a Wikidata |
|        | Escoles Ribas                       | Rubí                                                                | edifici escolar                                                                | Arquitecte: Emili Sala i Cortés Estil: modernisme català noucentisme 1916 | 41° 29′ 18″ N, 2° 02′ 09″ E / 41.488229°N,2.035779°E ca:Lluís Ribas, 2-4                                              | bé cultural d'interès local                          | Escoles Ribes                    | Modifica les dades a Wikidata |
|        | Estació Paleolítica de Can Fonollet | Rubí                                                                | jaciment arqueològic                                                           |                                                                           | 41° 31′ 10″ N, 2° 01′ 55″ E / 41.5194444444°N,2.03194444444°E                                                         | bé cultural d'interès local                          |                                  | Modifica les dades a Wikidata |
|        | Forn de guix de Can Calopa          | Rubí                                                                | forn de guix                                                                   | Estil: arquitectura popular                                               | 41° 27′ 57″ N, 2° 00′ 51″ E / 41.46572°N,2.01411°E ca:Camí de can Calopa .- 08191-RUBÍ                                | bé integrant del patrimoni cultural català           |                                  | Modifica les dades a Wikidata |
|        | Mercat Municipal                    | Rubí                                                                | mercat cobert centre comercial estructura arquitectònica                       |                                                                           | 41° 29′ 22″ N, 2° 02′ 06″ E / 41.48943328857422°N,2.035125732421875°E ca:Cal Gerrer, 1                                |                                                      |                                  | Modifica les dades a Wikidata |
|        | Nucli antic de Rubí                 | Rubí                                                                | centre històric                                                                |                                                                           | 41° 29′ 24″ N, 2° 01′ 47″ E / 41.489926°N,2.029836°E ca:Al costat esquerre de la riera, 08191-RUBÍ                    | bé cultural d'interès local                          | Conjunt del centre antic de Rubí | Modifica les dades a Wikidata |
|        | Pla de Dormet                       | Rubí                                                                | plana                                                                          |                                                                           | 41° 29′ 57″ N, 2° 01′ 06″ E / 41.49917°N,2.01828°E ca:A l'O del nucli urbà, 08191-RUBÍ                                |                                                      |                                  | Modifica les dades a Wikidata |
|        | Poblat ibèric de Can Fatjó          | Rubí                                                                | poblat ibèric jaciment arqueològic                                             |                                                                           | 41° 29′ 25″ N, 2° 01′ 35″ E / 41.49027777777778°N,2.026388888888889°E                                                 | bé cultural d'interès local                          |                                  | Modifica les dades a Wikidata |
|        | Pollancreda al pont de cal Ximelis  | Rubí                                                                | bosc de ribera                                                                 |                                                                           | 41° 29′ 54″ N, 2° 00′ 20″ E / 41.49828°N,2.00559°E ca:Torrent Fondo, 08191-RUBÍ                                       |                                                      |                                  | Modifica les dades a Wikidata |
|        | Resclosa de can Ramoneda            | Rubí                                                                | resclosa                                                                       |                                                                           | 41° 30′ 11″ N, 2° 01′ 28″ E / 41.50318°N,2.02434°E ca:Camí de can Ramoneda, 08191-RUBÍ                                |                                                      |                                  | Modifica les dades a Wikidata |
|        | Rubí                                | Rubí                                                                | entitat singular de població capital municipal ens local històric de Catalunya | 81523 hab                                                                 | 41° 29′ 32″ N, 2° 01′ 59″ E / 41.49226°N,2.03305°E 123 msnm                                                           |                                                      |                                  | Modifica les dades a Wikidata |
|        | Torre de les Martines               | Rubí                                                                | torre de defensa                                                               |                                                                           | 41° 31′ 53″ N, 2° 00′ 59″ E / 41.531419°N,2.016301°E                                                                  |                                                      |                                  | Modifica les dades a Wikidata |
|        | Vapor Nou                           | Rubí                                                                | edifici industrial                                                             | 1879                                                                      | 41° 29′ 32″ N, 2° 01′ 38″ E / 41.492165°N,2.027287°E ca:Pg. Riera, 71-79                                              | bé cultural d'interès local                          | Vapor Nou (Rubí)                 | Modifica les dades a Wikidata |
|        | barraca del Patilles                | Rubí                                                                | barraca de vinya                                                               | 20th century                                                              | 41° 29′ 51″ N, 2° 00′ 31″ E / 41.49744°N,2.00868°E ca:Vinya del Ximelis 08191- RUBÍ                                   |                                                      |                                  | Modifica les dades a Wikidata |
|        | cases de la plaça Pearson           | Rubí                                                                | edifici residencial                                                            | Estil: arquitectura eclèctica                                             | 41° 29′ 13″ N, 2° 01′ 54″ E / 41.48690414428711°N,2.0317180156707764°E ca:Plaça Pearson 1,2,3,4,5 i 6                 |                                                      |                                  | Modifica les dades a Wikidata |
|        | jardí de les Escoles Ribas          | Rubí                                                                | jardí                                                                          | 1915                                                                      | 41° 29′ 16″ N, 2° 02′ 08″ E / 41.48789°N,2.0356°E ca:Escoles Ribes. 08191-RUBÍ                                        |                                                      |                                  | Modifica les dades a Wikidata |
|        | pedrera Francisco Sánchez Martínez  | Rubí                                                                | pedrera                                                                        |                                                                           | 41° 30′ 48″ N, 1° 59′ 47″ E / 41.5132734049798°N,1.99638393375156°E                                                   |                                                      |                                  | Modifica les dades a Wikidata |
|        | pineda de can Tiraïres              | Rubí                                                                | pineda                                                                         |                                                                           | 41° 30′ 18″ N, 2° 03′ 09″ E / 41.50492°N,2.05247°E ca:Camp de golf. 08191-RUBÍ                                        |                                                      |                                  | Modifica les dades a Wikidata |
|        | pou del mas Ferran                  | Rubí                                                                | pou                                                                            | 20th century                                                              | 41° 28′ 35″ N, 2° 02′ 09″ E / 41.47636°N,2.0357°E ca:Torrent de ca n'Oriol, 08191-RUBÍ                                |                                                      |                                  | Modifica les dades a Wikidata |